# Arthès
Arthès település Franciaországban, Tarn megyében. Lakosainak száma 2528 fő (2022. január 1.). Arthès Saussenac, Lescure-d’Albigeois, Saint-Grégoire és Saint-Juéry községekkel határos.

## Népesség
A település népességének változása:
| Lakosok száma | 2520 | 2499 | 2541 | 2498 | 2488 | 2512 | 2517 | 2523 | 2528 |
|               | 2013 | 2015 | 2016 | 2017 | 2018 | 2019 | 2020 | 2021 | 2022 |